# 生活大爆炸 (第九季)
《生活大爆炸》（第九季）是哥伦比亚广播公司發行的美国情景喜剧，於2015年9月21日星期一首播，在11月5日第七集起改回到之前的星期四時段。本季於2016年5月12日結束。在2014年3月12日，CBS宣布《生活大爆炸》續訂三年，其將續播至2016-17年度，總共十季。勞拉·斯賓塞在擔任兩季的常設角色之後，在本季升為主要角色，飾演艾蜜莉·斯威尼醫生。
在第68屆黃金時段艾美獎頒獎典禮上，蘿莉·麥凱佛和克莉絲汀·巴倫絲基一同獲得黃金時段艾美獎喜劇類影集最佳客串女演員提名。鮑勃·紐哈特則憑藉《首映之夜的興奮（The Opening Night Excitation）》一集獲得黃金時段艾美獎喜劇類影集最佳客串男演員獎提名。

## 概述
潘妮和里安納在結婚後遂漸搬在一起住，並即將舉辦第二次婚禮。伯納黛特和霍華德懷孕了，他們即將成為大夥們中第一對有小孩的夫妻，同時他們也無法讓斯圖爾特搬出去。薛爾登和艾米在本季復合，並發生了他們的第一次性行為。雷傑因結識了克萊爾而與艾蜜莉分手。

## 角色
| - 约翰尼·盖尔克奇 飾演 里安納·荷夫斯特博士 - 吉姆·帕森斯 飾演 薛爾登·高栢博士 - 凯莉·库柯 飾演 潘妮 - 西蒙·黑尔贝格 飾演 霍华德·沃洛维兹 - 昆瑙·纳亚尔 飾演 雷傑·高化波里博士 - 马伊姆·拜力克 飾演 艾米·法拉·福勒博士 - 梅丽莎·劳奇 飾演 伯納黛特·羅斯坦考斯基博士 - 凱文·薩斯曼 飾演 斯圖爾特·布魯姆 - 勞拉·斯賓塞 飾演 艾蜜莉·斯威尼醫生 - 亞當·尼莫伊 飾演 他自己 - 埃隆·马斯克 飾演 他自己 - 亚当·韦斯特 飾演 他自己 - 史丹·李 飾演 他自己 | - 蘿莉·麥凱佛 飾演 瑪麗·高栢 - 約翰·羅斯·博維 飾演 巴里·克里普克博士 - 威尔·惠顿 飾演 他自己 - 凱西·桑德 飾演 邁克·羅斯坦考斯基 - 亞歷山德拉·托雷薩尼 飾演 克萊爾 - 克莉絲汀·巴倫絲基 飾演 貝弗利·荷夫斯特博士 - 布萊恩·托馬斯·史密斯 飾演 扎克·約翰遜 - 莎拉·吉爾伯特 飾演 萊斯利·溫克爾 - 鮑勃·紐哈特 飾演 阿瑟·杰弗里斯博士/質子教授 - 史蒂芬·霍金 飾演 他自己 | - 吉姆·梅斯基門 飾演 一個部長 - 梅麗莎·唐 飾演 周曼迪 - 凯斯·卡拉定 飾演 懷亞特（潘妮的父親） - 梅根·海恩（Megan Heyn） 飾演 娜塔莉 - 帕特里卡·達博 飾演 格蕾絲 - 邁克·拉帕波特 飾演 肯尼 - 斯蒂芬·默切特 飾演 戴夫·吉布斯 - 安娜莉·提普頓 飾演 凡妮莎·貝內特 - 韋恩·維爾德森 飾演 特拉維斯 - 簡·卡茲馬雷克 飾演 加洛博士 - 朱恩·斯奎布 飾演 康妮·塔克“Meemaw”（薛爾登的外祖母） - 克瑞根·道 飾演 領班 - 布萊克·安德森 飾演 特雷弗 - 賈德·赫希 飾演 阿爾弗雷德·荷夫斯特博士 |

## 剧集
| 總集數 | 集數 （季） | 標題                                            | 導演          | 編劇 | 首播日期       | 製作 代碼 | 美國收視人數 （百萬） |
| --- | ----------- | ----------------------------------------------- | ------------- | --- | -------------- | --------- | --------------------- |
| 184 | 1           | 婚姻的動量 The Matrimonial Momentum             | 马克·森卓斯基 | 故事：查克·洛尔、占·雷諾茲（Jim Reynolds）、瑪麗亞·法拉利（Maria Ferrari） 劇本：史蒂文·莫拉羅、史蒂夫·霍蘭德、埃里克·卡普兰 | 2015年9月21日  | 4X7201    | 18.20                 |
| 里安納和潘妮在拉斯维加斯私奔，並為在家的朋友們網路直播結婚儀式。里安納寫了一個基於宇宙學的感人婚禮誓言，而潘妮則背誦里安納最喜歡的電影《反斗奇兵》中的“我是你的好朋友”。艾米對關係的猶豫不決令薛爾登感到困惑和受傷，在霍華德和伯納黛特家觀看婚禮直播時，他當著所有朋友的面侮辱她。艾米公開與薛爾登分手，因為尷尬的氣氛所有人都離開了，除了霍華德和斯圖爾特之外，只有他們實際上看到了婚禮的結束。當里安納把潘妮抬過門檻後親吻時，潘妮仍然為里安納兩年前親吻曼迪而煩惱，更在聽到他們仍一起工作後感到憤怒。他們在回家的路上發生爭執，兩人獨自回到各自的公寓。薛爾登打電話給他的母親，希望歸還原本打算交給艾米的他曾祖母的戒指，但母親讓他不要急於做出決定。薛爾登還曾短暫考慮過與曼迪約會以傷害艾米，但他得知潘妮知道艾米不開心並且沒有為他辯護後感到憤怒。 標題出處: 里安納和潘妮私奔引發的事件。 |             |                                                 |               | |                |           |                       |
| 185 | 2           | 分離的搖擺 The Separation Oscillation           | 马克·森卓斯基 | 故事：史蒂文·莫拉羅、史蒂夫·霍蘭德、塔拉·埃爾南德斯（Tara Hernandez） 劇本：查克·洛爾、占·雷諾茲、瑪麗亞·法拉利              | 2015年9月28日  | 4X7202    | 17.23                 |
| 分手後，薛爾登歸還了艾米的物品，他“不小心”把潘妮的一件胸罩放進盒子的計劃並沒有讓她嫉妒。他單獨錄製了一集《旗幟的樂趣》，憤怒地利用分離的國家作為艾米甩掉他的隱喻。憤怒的艾米要求他刪除影片，薛爾登傻傻的以為她仍喜歡他。經歷了薛爾登和潘妮熱烈接吻的噩夢後，里安納考慮接受婚姻諮詢，但覺得太貴了。霍華德和伯納黛特早就知道里安納曾與曼迪接吻；霍華德不讓雷傑知道，伯納黛特也不讓潘妮知道。伯納黛特向潘妮指出，現在自信的里安納和她在一起是因為他愛她，而不是出於對伴侶的渴求。在與對里安納不感興趣、既不記得也不關心吻過他的周曼迪聊天時，他意識到自己的一部分可能正在試圖破壞婚姻，因為他認為自己配不上潘妮。潘妮也承認反應過度，擔心里安納會離開她去找更聰明的人，最後兩人都同意拋棄恐懼並擁抱幸福。薛爾登請兩人去三藩市旅行給他們一個驚喜，不過說他也會加入他們；原本的兩張票是他為自己和艾米買的。 標題出處: 潘妮和里安納重歸於好，而薛爾登和艾米則漸行漸遠。 |             |                                                 |               | |                |           |                       |
| 186 | 3           | 告別單身派對的腐蝕 The Bachelor Party Corrosion | 马克·森卓斯基 | 故事：戴夫·格奇（Dave Goetsch）、占·雷諾茲、傑里米·豪（Jeremy Howe） 劇本：史蒂文·莫拉羅、史提夫·霍蘭德、艾力·卡普蘭         | 2015年10月5日  | 4X7203    | 17.40                 |
| 雷傑和霍華德計劃綁架里安納參加一個遲來的告別單身派對，並強行帶走薛爾登，薛爾登對他們駕駛的麵包車曾經屬於物理學家理查德·費曼很高興，他們計劃留在費曼在墨西哥的度假屋。當麵包車輪胎漏氣時，一顆卡住的凸耳螺母令男孩們無法修理。幾種科學方法都未能將其去掉，但最終他們無意中使麵包車著火了。與此同時，女孩們也在潘妮的公寓裡舉辦了一場小型單身派對。艾米透露，她沒有告訴家人她與薛爾登分手的事，並講述了她母親往時如何讓她坐在“罪惡壁櫥”裡。潘妮為艾米穿耳孔，並提到她也沒有告訴家人她嫁了給里安納。潘妮不情願地打電話給她的父親懷亞特，他為她感到高興，儘管他在承認一年前不小心殺死了她的寵物豬後讓潘妮心煩意亂。女孩們讓艾米打電話給她母親，她不夠勇敢告訴母親分手的事情；潘妮告訴艾米母親她的分手、她的陰莖餅乾和她的耳孔的事情。最後艾米母親懲罰艾米坐在潘妮的壁櫥裡。 標題出處: 男孩們告別單身派對的計劃被一顆卡住的腐蝕螺栓破壞了。 |             |                                                 |               | |                |           |                       |
| 187 | 4           | 2003年的近似值 The 2003 Approximation           | 马克·森卓斯基 | 故事：查克·洛爾、史提夫·霍蘭德、艾力·卡普蘭 劇本：史蒂文·莫拉羅、瑪麗亞·法拉利、塔拉·埃爾南德斯                              | 2015年10月12日 | 4X7204    | 16.96                 |
| 里安納和潘妮終於告訴薛爾登，因為他們已經結婚了，所以他們兩個人要住在一起。薛爾登很不高興，但伯納黛特說他應該嘗試再找一個室友，斯圖爾特堅決拒絕她要他與薛爾登同居的想法。薛爾登拒絕了面試的每個人，而艾米拒絕和他住在一起，因為他們剛剛分手。薛爾登試圖假裝現在是2003年，他還未遇到里安納、潘妮和艾米，還未與其他人建立情感聯繫，他擔心里安納和潘妮最終也會拋棄他。為了他，里安納和潘妮同意將時間分配在兩個公寓之間，薛爾登立即開始修改室友協議。與此同時，斯圖爾特想要一支樂隊免費在他的漫畫書店奏樂。雷傑和霍華德寫了一首關於雷神奇俠與印第安纳·琼斯戰鬥的歌曲，艾蜜莉建議他們寫一首可以讓人們隨著音樂跳舞的歌曲會更好。雷傑和霍華德暫時解散了樂隊，但很快和好如初，並在漫畫書店裡演奏雷神與印第安納·瓊斯這首歌，結果斯圖爾特說他們應該演奏人們可以跳舞的音樂。 標題出處: 薛爾登將他的生活和公寓重設回2003年，那時他在遇到里安納之前更加快樂和不感情用事。 |             |                                                 |               | |                |           |                       |
| 188 | 5           | 汗水的執行 The Perspiration Implementation      | 马克·森卓斯基 | 故事：查克·洛爾、艾力·卡普蘭、瑪麗亞·法拉利 劇本：史蒂文·莫拉羅、占·雷諾茲、薩拉丁·K·帕特森（Saladin K. Patterson）          | 2015年10月19日 | 4X7205    | 17.68                 |
| 霍華德製造了一台反覆旋轉的機器，以增加伯納黛特追蹤他的鍛煉而為他購買的Fitbit的里程（在這一集的後面，霍華德在工作時忘記關閉轉動機器，令機器不斷向Fitbit添加里程，伯納黛特檢查iPad，上面顯示霍華德已經跑了數百英里，伯納黛特斥責他試圖不進行鍛煉並欺騙她）。然而，里安納決定男孩們應該做一些體育鍛煉，他們參加了由巴里·克里普克教授的击剑課程。得知艾米單身後，克里普克想約她出去，這讓薛爾登很不高興。男孩們去了一家體育酒吧，並鼓勵薛爾登接受現實。薛爾登隨意約了兩個女人出去，但被拒絕了。斯圖爾特向女孩們尋求如何吸引更多女性顧客到他的漫畫書店的建議，她們得出的結論是他令人毛骨悚然的行為是問題所在。艾米同情斯圖爾特的孤獨，但當他想要追求她時拒絕了他；在克里普克發送給她一張他的裸體照片後，她也拒絕了。當里安納和薛爾登從酒吧回到家時，他們在樓梯間遇到了艾米和伯納黛特，薛爾登和艾米尷尬地談論他們如何試圖放下感情。 標題出處: 男孩們因為運動而汗流浹背。 |             |                                                 |               | |                |           |                       |
| 189 | 6           | 氦氣的不足 The Helium Insufficiency             | 马克·森卓斯基 | 故事：史提夫·霍蘭德、瑪麗亞·法拉利 安東尼·德爾·布羅科洛（Anthony Del Broccolo） 劇本：史蒂文·莫拉羅、艾力·卡普蘭、占·雷諾茲  | 2015年10月26日 | 4X7207    | 18.32                 |
| 瑞典物理學家即將能夠證明薛爾登和里安納關於宇宙的超流體假說，而他們二人需要液氦來搶先進行實驗。克里普克拒絕讓他們使用任何大學的氦氣。霍華德幫他們聯絡黑市商人肯尼，但薛爾登對他的不信任幾乎使交易告吹。在實驗室裡，薛爾登和里安納意識到該液氦可能是從美國政府偷來的，並對使用被盜的政府財產感到害怕，於是付錢給肯尼將其退回去。克里普克提議給他們一些氦氣，前提是他要一起分享科學榮譽。然而，他們第三次向肯尼付錢拿回氦氣，並與他一起觀看《監獄寶貝蛋》，因為他們三人相處得很好。與此同時，斯圖爾特告訴大夥們的其他人，多虧了他手機上的一個應用程序，他已經約會兩次了。他們將其下載到艾米的手機上，並取笑程式上建議的男人，這讓她很不舒服。令他們驚訝的是，一個名叫戴夫的男人發短信給艾米，感謝她昨晚與他約會。艾米透露她為了放下與薛爾登的感情，已經和戴夫一起約會了三次。 標題出處: 薛爾登和里安納手頭上沒有足夠的氦氣來進行他們的實驗。 |             |                                                 |               | |                |           |                       |
| 190 | 7           | 冼樸的共振 The Spock Resonance                  | 尼基·洛爾     | 故事：查克·洛爾、占·雷諾茲、塔拉·埃爾南德斯 劇本：史蒂文·莫拉羅、史提夫·霍蘭德、傑里米·豪                                    | 2015年11月5日  | 4X7206    | 18.81                 |
| 威爾·惠頓安排薛爾登接受伦纳德·尼莫伊兒子亞當·尼莫伊的採訪，拍攝一部關於尼莫伊的紀錄片《情繫冼樸》。薛爾登解釋說，他從小就欽佩冼樸的性格，因為他邏輯性強和不感情用事，他一直試圖模仿冼樸。薛爾登拿出尼莫伊親筆簽名的餐巾紙，這是他其中一樣貴重物品，還有給艾米的訂婚戒指（家傳之寶）。薛爾登向艾米求婚的計劃讓里安納和潘妮感到震驚，他隨後承認分手令他感到受傷。薛爾登決定向艾米求婚，但當看到她在她公寓樓外親吻戴夫告別時，他沮喪地離開了。與此同時，伯納黛特想要開始裝修房子，但霍華德反對改變他童年的家的模樣。伯納黛特的父親邁克打電話來，他問霍華德為什麼不想要孩子。霍華德透露伯納黛特是反對成為父母的人。雷傑推測她之所以害怕，是因為霍華德的舉止如此幼稚。霍華德說，他一直夢想成為一個負責任的父親，以彌補自己被遺棄的童年。伯納黛特承諾會考慮一下。 標題出處: 薛爾登在他對冷漠的冼樸的愛和對艾米的愛之間搖擺不定。 |             |                                                 |               | |                |           |                       |
| 191 | 8           | 神秘約會的觀察 The Mystery Date Observation     | 馬克·森卓斯基 | 故事：史蒂文·莫拉羅、艾力·卡普蘭、占·雷諾茲 劇本：查克·洛爾、史提夫·霍蘭德、塔拉·埃爾南德斯                                  | 2015年11月12日 | 4X7208    | 17.92                 |
| 艾米準備再與戴夫約會，所以伯納黛特和潘妮決定監視她，並拉著里安納一起去。在約會期間，戴夫透露他是薛爾登科學成果的忠實粉絲。他一直問艾米關於薛爾登的事，這讓她非常惱火。當他們離開時，伯納黛特驚慌失措並撞上了戴夫的車。起初，戴夫對這起事故感到憤怒，然而他見到了里安納，他說自己也是里安納的粉絲。艾米與戴夫結束關係，戴夫很高興能與薛爾登·高栢博士一樣被同一位女人接吻並拒絕。與此同時，薛爾登在沒有艾米的情況下難以繼續生活，所以他請求霍華德和雷傑介紹另一個女人給他，就像他們以前介紹艾米給他一樣。他們在克雷格列表上發布了充滿了科學和科幻作品的腦筋急轉彎，要參與者在當晚解開謎題並得出薛爾登的聯繫信息。截止時間後十五秒，一位名叫凡妮莎的漂亮女人出現了，她與薛爾登有許多相同的興趣，包括物理、旗幟和古老的語言。薛爾登確實喜歡凡妮莎，但因她超過了時限而關上門。 標題出處: 伯納黛特和潘妮與里安納一起監視艾米和她的約會對象。 |             |                                                 |               | |                |           |                       |
| 192 | 9           | 柏拉圖式的置換 The Platonic Permutation         | 馬克·森卓斯基 | 故事：占·雷諾茲、傑里米·豪、塔拉·埃爾南德斯 劇本：史提夫·霍蘭德、瑪麗亞·法拉利 亞當·法伯曼（Adam Faberman）                  | 2015年11月19日 | 4X7209    | 18.19                 |
| 薛爾登和艾米仍然分手，而他所有的朋友在感恩节都各有活動，薛爾登把水族館感恩節晚餐的門票給艾米，讓她和她的約會對象去，但艾米建議他們可以作為朋友一起去。儘管一開始很尷尬，艾米仍誠實地回答了薛爾登關於她幾次約會的問題，並且他們都希望對方幸福，他們最終回到原來的友誼。後來，艾米告訴薛爾登，她準備好再次成為他的女朋友。薛爾登拒絕了，但希望保持朋友關係，艾米則隱藏了她受傷的感覺。在霍華德撒謊說要去慈善廚房以避開薛爾登之後，伯納黛特、雷傑和艾蜜莉把霍華德拖到那裡做志願者。在慈善廚房，霍華德討厭洗碗，但很高興見到了SpaceX的創始人埃隆·马斯克，他們因太空旅行而結緣。與此同時，里安納和潘妮在家為大夥們準備感恩節晚餐。當里安納意識到潘妮不知道他的生日時，他開始開始出他知道的關於她的私人事情。但里安納無意中透露知道潘妮討厭他買給她的橙色內衣，而她只寫下這件事在日記中。為了未經潘妮允許閱讀日記道歉，里安納穿著那件橙色內衣跳舞，要求潘妮拍下並在她的社交媒體上發布作為懲罰。潘妮拒絕了，但霍華德、伯納黛特、雷傑和艾蜜莉在這時闖入公寓，情況非常尷尬。 標題出處: 薛爾登和艾米以朋友的身份在水族館度過一天，之後他們轉換了角色，艾米想再次開始約會，薛爾登則只想保持朋友關係。 |             |                                                 |               | |                |           |                       |
| 193 | 10          | 耳蟲的迴盪 The Earworm Reverberation            | 馬克·森卓斯基 | 故事：艾力·卡普蘭、占·雷諾茲、薩拉丁·K·帕特森 劇本：史蒂文·莫拉羅、史提夫·霍蘭德、傑里米·豪                                  | 2015年12月10日 | 4X7210    | 19.27                 |
| 薛爾登正在哼唱一首他不知道名字的歌曲的旋律，這對他來說特別不尋常，因為他有很強的遗觉记忆。薛爾登花了兩天時間沉迷於曲調並在精神健全的情況下錄製日誌，擔心自己會變成瘋狂的天才，這些行為惹惱了里安納和潘妮。與此同時，在被薛爾登拒絕後，艾米試圖接受現實並安排與戴夫再次約會，戴夫很努力地抑制對薛爾登的興奮。薛爾登終於意識到這首歌是海灘男孩的《Darlin'》，歌詞與艾米如何讓他成為更好的人有關，於是他衝到她的公寓，打斷了她與戴夫的約會。戴夫幫助艾米意識到薛爾登很愛她，薛爾登和艾米終於復合了。與此同時，霍華德和雷傑的樂隊粉絲專頁受到了一個名叫特倫特的人的喜愛。他們在網上跟踪特倫特，認為他很酷，決定去咖啡館見他。然而，他們看到他挖鼻和吃自己的鼻屎，嚇得他們跑了出去。 標題出處: 一首歌縈繞在薛爾登的腦內，這被稱為耳虫。 |             |                                                 |               | |                |           |                       |
| 194 | 11          | 首映之夜的興奮 The Opening Night Excitation     | 馬克·森卓斯基 | 故事：史蒂文·莫拉羅、艾力·卡普蘭、塔拉·埃爾南德斯 劇本：史提夫·霍蘭德、占·雷諾茲、瑪麗亞·法拉利                              | 2015年12月17日 | 4X7211    | 18.23                 |
| 這一集使用了標誌性的《星球大戰》緩慢移動開頭，男孩們欣喜若狂地拿到了《星球大戰：原力覺醒》電影的首映夜票，但該電影在艾米生日那天首映。這張票是薛爾登和艾米分手期間買的，他仍然想去看，然而潘妮說他該日應該和艾米在一起。薛爾登做了一個夢，阿瑟·謝菲斯博士的鬼魂穿著絕地大師服裝與他交談，並說服他艾米更重要。薛爾登告訴艾米他會和她一起度過生日，並把他的星球大戰電影票給予男孩們。與潘妮和伯納黛特討論生日禮物的想法時，薛爾登說他將與艾米發生性關係，以表明她對他的意義有多大，這讓她們感到震驚。在艾米的生日那天，薛爾登和艾米對做愛感到緊張，但比他們預期的更享受這種體驗。薛爾登想在她的下一個生日再做一次，艾米感到滿意。與此同時，其餘的男孩們和威爾·惠頓一起去看電影，威爾穿著星空奇遇記制服來到電影院，並惹惱了在場所有觀眾。電影結束後，男孩們躺在美好的電影餘暉中，就像薛爾登和艾米一樣。 標題出處: 《星球大戰：原力覺醒》的首映之夜與艾米和薛爾登失去童貞帶來的興奮。 |             |                                                 |               | |                |           |                       |
| 195 | 12          | 業務拜訪的昇華 The Sales Call Sublimation       | 馬克·森卓斯基 | 故事：史提夫·霍蘭德、占·雷諾茲、薩拉丁·K·帕特森 劇本：史蒂文·莫拉羅、瑪麗亞·法拉利 安東尼·德爾·布羅科洛                      | 2016年1月7日   | 4X7212    | 17.85                 |
| 潘妮找不到辦法向精神科醫生加洛博士業務拜訪，於是她讓里安納冒充病人看病讓她進去拜訪。加洛不同意里安納母親處理心理學的方式，因此里安納感覺與她交談很好。當潘妮與她見面時，加洛問潘妮為什麼經常表現得像里安納的母親。加洛讓潘妮與里安納談話，潘妮在交談過後感覺好多了。加洛還給了潘妮一個藥物處方，但不是潘妮原本應該向她推銷的那種。當艾米在參加討論會時，薛爾登和雷傑在天文學實驗室度過了一天。在二人發現一顆中等大小的小行星後，他們爭論如何命名；里安納建議他們以女友的名字命名。薛爾登讓雷傑以艾米的名字為其命名，作為交換，薛爾登和艾米以後的孩子，不論男女都能被命名為雷傑。霍華德和伯納黛特想要開始改造房子，當斯圖爾特搬出去時他們很興奮，但他們很驚訝發現自己竟然會想念他。他們不知道的是，斯圖爾特晚上偷偷溜回來看他們睡覺。 標題出處: 里安納冒充病人幫助潘妮銷售藥品。 |             |                                                 |               | |                |           |                       |
| 196 | 13          | 同理心的優化 The Empathy Optimization           | 馬克·森卓斯基 | 故事：查克·洛爾、艾力·卡普蘭、戴夫·格奇 劇本：史蒂文·莫拉羅、史提夫·霍蘭德、薩拉丁·K·帕特森                                  | 2016年1月14日  | 4X7213    | 16.75                 |
| 當艾米仍然不在的時候，薛爾登已經從流感中恢復過來，在生病期間他的朋友們試圖幫助他，但他的粗魯行為冒犯了他們。他們決定租一輛派對巴士到拉斯維加斯以遠離他。艾米向薛爾登承認，她也為了避開他而延長了行程，並教導他如何更有同理心。在薛爾登意識到自己做錯了之後，他依次向他的每個朋友道歉，但他向艾蜜莉的道歉很有問題，因為他說皮膚科醫生不是真正的醫生。雷傑試圖為薛爾登辯護，這卻導致了他和艾蜜莉之間的爭吵。薛爾登決定不與大夥們去拉斯維加斯以表示歉意，但他還是和斯圖爾特偷偷上了巴士，與艾蜜莉和好並解決了她和雷傑之間的問題。薛爾登和斯圖爾特隨後離開，但其他人最終還是決定讓他們一起去。 標題出處: 薛爾登試圖感受和理解同理心。 |             |                                                 |               | |                |           |                       |
| 197 | 14          | Meemaw的實體化 The Meemaw Materialization       | 馬克·森卓斯基 | 故事：查克·洛爾、占·雷諾茲、瑪麗亞·法拉利 劇本：史蒂文·莫拉羅、史提夫·霍蘭德、塔拉·埃爾南德斯                                | 2016年2月4日   | 4X7214    | 17.29                 |
| 薛爾登的外祖母“Meemaw”來到帕薩迪納“檢查”艾米。由於他們曾經分手，“Meemaw”不信任艾米，並洩露了薛爾登計劃求婚的事情。薛爾登和艾米都告訴“Meemaw”他們如何讓彼此成為更好的人，所以“Meemaw”說她不會妨礙他們。然而，在婚姻問題上，薛爾登告訴艾米放慢腳步，因為他們才剛剛復合並發生了性關係。與此同時在漫畫書店裡，雷傑和霍華德就《魔雪奇緣》進行了一場爭辯，引起了克萊爾的注意，她是一名正在為一部兒童電影編寫科幻劇本的調酒師。克萊爾請求雷傑與她會面，提供科學觀點給她的劇本情節。雷傑想要這樣做，但霍華德和伯納黛特警告他這可能會讓艾蜜莉不高興。雷傑不確定克萊爾的想法是如何，但最終告訴她他有女朋友。克萊爾說他們可以作為兩個普通的成年人見面。然而在見面時，雷傑幻想著與克萊爾建立一個家庭。 標題出處: 薛爾登的外祖母“Meemaw”在多集中被提及後終於出現了。 |             |                                                 |               | |                |           |                       |
| 198 | 15          | 華倫天奴的淹沒 The Valentino Submergence        | 馬克·森卓斯基 | 故事：史蒂文·莫拉羅、占·雷諾茲、塔拉·埃爾南德斯 劇本：史提夫·霍蘭德、艾力·卡普蘭、傑里米·豪                                  | 2016年2月11日  | 4X7215    | 18.25                 |
| 里安納和潘妮在情人節出去吃飯，他們在潘妮被稱為“女士”後發現自己開始變老了。霍華德和伯納黛特準備好使用新熱水浴缸時發現一隻兔子漂浮在其中。在將其恢復健康並命名為華倫天奴後，這隻兔子咬了霍華德，霍華德前往急診室注射狂犬病疫苗；伯納黛特暫時決定不告訴他她懷孕了。雷傑最終決定與艾蜜莉分手，然後打電話給克萊爾，然而後者剛剛和她的前男友復合。艾蜜莉真正決定與雷傑分手，使他陷入了抑鬱。薛爾登和艾米主持了《旗幟的樂趣》的首次直播集。在接聽現場來電，艾米與雷傑和巴里·克里普克談論他們的愛情生活，這讓薛爾登徹底沮喪。艾米讓薛爾登承認他們的分手讓他們成為了更堅定的情侶。薛爾登和艾米被里安納和潘妮打斷了，他們扮成丘比特闖進來，扔五彩紙屑試圖讓自己恢復年輕。 標題出處: 幾乎淹死在和路威茲家熱水浴缸中的兔子的名字。 |             |                                                 |               | |                |           |                       |
| 199 | 16          | 積極與消極的反應 The Positive Negative Reaction | 馬克·森卓斯基 | 故事：艾力·卡普蘭、占·雷諾茲、薩拉丁·K·帕特森 劇本：史蒂文·莫拉羅、史提夫·霍蘭德、瑪麗亞·法拉利                              | 2016年2月18日  | 4X7216    | 19.06                 |
| 伯納黛特告訴霍華德她懷孕了。雖然霍華德一開始很興奮，但他開始擔心自己會成為一個壞父親。當霍華德和男孩們討論懷孕的事情時，薛爾登對一個嬰兒會改變他們的社交團體感到不安。男孩們前往卡拉OK酒吧試圖讓薛爾登平靜下來，但在過程中得出一個想法——通過擴展薛爾登和里安納的研究並用陀螺儀申請專利，讓霍華德賺更多的錢。喝醉了的薛爾登說，因為他和霍華德都是在沒有父親的情況下長大的，霍華德會知道他對自己的孩子來說有多重要。與此同時，伯納黛特與女孩們聚會，告訴她們她懷孕了，然而里安納事先給潘妮發送了短信。伯納黛特對霍華德的反應感到擔心，但艾米和潘妮告訴她，有了孩子她的生活會更好。伯納黛特承認孩子是她與霍華德在薛爾登的床上做愛時懷上的，這讓她們大吃一驚。由於伯納黛特懷孕了，平常的娛樂都不能再做，男孩們邀請女孩們和他們一起唱卡拉OK。霍華德和伯納黛特撫慰了彼此的恐懼。每個人都輪流向伯納黛特唱關於嬰兒的歌，而薛爾登則震驚地得知他臥室裡發生的事情。第二天早上，潘妮和里安納為霍華德和伯納黛特表達了祝福，同時討論未來可能會有他們自己的孩子。 標題出處: 霍華德最初對伯納黛特的妊娠試驗有積極反應，然後變成消極反應。                                                                  |             |                                                 |               | |                |           |                       |
| 200 | 17          | 慶祝的實驗 The Celebration Experimentation      | 馬克·森卓斯基 | 故事：查克·洛爾、艾力·卡普蘭、傑里米·豪 劇本：史蒂文·莫拉羅、史提夫·霍蘭德、塔拉·埃爾南德斯                                  | 2016年2月25日  | 4X7217    | 18.94                 |
| 因為薛爾登之前讓艾米的生日如此特別，她也計劃為他舉辦生日派對。薛爾登說他之所以不願意慶祝生日，是因為他的雙胞胎妹妹米西和她的朋友們對他撒謊說蝙蝠俠會來他們的六歲生日，從而毀了他此後所有的生日。儘管如此，薛爾登還是心軟同意了，大夥們更邀請了電視的蝙蝠俠亚当·韦斯特作為來賓出席生日派對。薛爾登到達時，他最初很高興，但很快就驚慌失措並跑進了浴室。潘妮試圖與他交談，他們彼此敞開心扉。薛爾登從浴室出來向所有人道歉，之後艾米和所有人一起為薛爾登敬酒。薛爾登很高興聽到他們對他說的祝福語。然後他們接到史蒂芬·霍金教授的視像通話，霍金和他們一起唱“祝你生日快乐”給薛爾登聽。 標題出處: 薛爾登允許大夥們通過給他舉辦生日派對來進行實驗。 |             |                                                 |               | |                |           |                       |
| 201 | 18          | 申請的惡化 The Application Deterioration        | 馬克·森卓斯基 | 故事：史蒂文·莫拉羅、艾力·卡普蘭、亞當·法伯曼 劇本：史提夫·霍蘭德、占·雷諾茲、瑪麗亞·法拉利                                  | 2016年3月10日  | 4X7218    | 18.68                 |
| 薛爾登、里安納和霍華德為他們的陀螺儀想法申請專利，但震驚地得知作為加州理工學院的員工，他們只有權獲得任何利潤的25%，而作為NASA員工的霍華德在法律上無權獲得任何利潤。他們不情願地同意簽署，薛爾登則自己寫合同，與霍華德平分自己的25%利潤。伯納黛特反對這一點，因為每次他們試圖合作時，薛爾登都會貶低霍華德。當面對這一點時，薛爾登同意將其作為專利合同的一部分，即他會尊重霍華德。薛爾登還慷慨地把自己的1/4利潤用於資助和路威茲孩子的獎學金基金。與此同時，艾蜜莉送給雷傑一份遲來的情人節禮物（一個古董六分仪），並想再次見到他。雷傑向女孩們尋求建議，但在她們敦促他不要這樣做後，仍繼續決定見她。在去那裡的路上，克萊爾打電話給雷傑說她現在單身，他應該見她，因為艾蜜莉只是在操縱他。雷傑在與兩個女人交談時來回開車，不確定他應該見誰，然後選擇了艾蜜莉並最終與她上床。 標題出處: 薛爾登、里安納和霍華德感到震驚，因為他們必須放棄大部分利潤才能申請專利。 |             |                                                 |               | |                |           |                       |
| 202 | 19          | 焊料遠足的導流 The Solder Excursion Diversion   | 馬克·森卓斯基 | 故事：史蒂文·莫拉羅、艾力·卡普蘭、亞當·法伯曼 劇本：史提夫·霍蘭德、占·雷諾茲、瑪麗亞·法拉利                                  | 2016年3月31日  | 4X7219    | 17.24                 |
| 里安納在霍華德的實驗室與他工作時，他們的妻子來到並幫助他們工作。在離開買焊料時，兩人被邀請觀看《自殺特攻：超能暴隊》的首映，他們決定對妻子撒謊並參加。霍華德給雷傑發短信以嘲諷他沒能一起看，卻不知道他正與伯納黛特和潘妮在實驗室裡。雷傑準備幫助她們掀穿丈夫的謊言，但兩人帶著鮮花出現並道歉。薛爾登的舊筆記本電腦終於壞了，所以艾米給他買了一台新的。薛爾登不想弄掉壞掉的電腦，他把艾米帶到一個儲藏室，在那裡他透露他從來沒有扔過任何東西，包括衣服、壞掉的電子產品和牙刷等等。艾米現在感覺更了解薛爾登了，並開始一小步地幫助他放下過去。薛爾登後來送艾米回家，這樣他就可以在新的高分辨率筆記本電腦上與她進行Skype通話。 標題出處: 里安納和霍華德參加了電影放映，而不是為他們的實驗購買焊料。 |             |                                                 |               | |                |           |                       |
| 203 | 20          | 大熊的降水 The Big Bear Precipitation           | 馬克·森卓斯基 | 故事：史蒂文·莫拉羅、艾力·卡普蘭、亞當·法伯曼 劇本：史提夫·霍蘭德、占·雷諾茲、瑪麗亞·法拉利                                  | 2016年4月7日   | 4X7220    | 17.50                 |
| 艾米說服薛爾登與她、里安納和潘妮一起在樹林裡的小屋裡度過一個週末。薛爾登對戶外的一切都感到恐懼。在進入小屋後外面開始下雨，他們玩“我從來沒有”遊戲，在遊戲中薛爾登透露了里安納有額外銀行賬戶，里安納對潘妮保密以備不時之需。潘妮很生氣，但也勉強明白里安納的想法。她承認自己做藥品銷售這份工作時不開心，但也不想再回到演藝圈或當服務員。她最後決心堅持自己的工作，以承擔責任並償還信用卡債務。薛爾登承認他曾在一次亂穿馬路事件中被捕，而艾米則曾經按過電梯的所有按鈕。雷傑太過參與伯納黛特的懷孕了，他不但推薦專家，更買了一隻巨大的Costco泰迪熊送給和路威茲夫婦。霍華德讓雷傑離開，直到伯納黛特心煩意亂，想要他和泰迪熊都回來。雷傑回來了，三人聽著嬰兒的心跳，然而雷傑又靠得太近了。 標題出處: 大雨打亂了四人在大熊小屋的周末計劃，而雷傑買了一隻大泰迪熊來慶祝和路威茲夫婦的懷孕。 |             |                                                 |               | |                |           |                       |
| 204 | 21          | 電視派對的燃燒 The Viewing Party Combustion     | 馬克·森卓斯基 | 故事：艾力·卡普蘭、瑪麗亞·法拉利、傑里米·豪 劇本：史蒂文·莫拉羅、史提夫·霍蘭德、塔拉·埃爾南德斯                              | 2016年4月21日  | 4X7221    | 17.16                 |
| 當大夥們準備在公寓裡觀看《權力遊戲》時，里安納拒絕參加薛爾登的季度室友協議會議，當潘妮支持薛爾登時，他更加惱火。艾米來到公寓並支持里安納，表示她自己也不喜歡關係協議的會議。在去公寓的路上，雷傑不斷吹噓自己同時與艾蜜莉和克萊爾約會，這讓霍華德很惱火。斯圖爾特穿著戲服出現，因為霍華德騙他穿上它。然而大夥們分開了，薛爾登、潘妮、雷傑和斯圖爾特在一間公寓裡，里安納、艾米和霍華德則在對面公寓。在得知潘妮背著自己聯絡薛爾登，在室友協議中得到她想要的東西時，里安納更加沮喪。艾米站在里安納一邊，只是因為她嫉妒薛爾登和潘妮的親密關係。然而，當霍華德不小心吃了摩塔德拉子三明治中的開心果，出現過敏反應後不得不去醫院時，所有的爭吵都結束了；幸運的是霍華德沒有大礙。大夥們將他們所有的計劃與《權力遊戲系列》中的角色進行了比較。最後男孩們取笑斯圖爾特仍然穿著戲服騎自行車回家。 標題出處: 大夥們在電視節目聚會時大吵了一架。 |             |                                                 |               | |                |           |                       |
| 205 | 22          | 發酵的分岔 The Fermentation Bifurcation         | 妮基·洛爾     | 故事：史蒂文·莫拉羅、占·雷諾茲、安東尼·德爾·布羅科洛 劇本：查克·洛爾、史提夫·霍蘭德、塔拉·埃爾南德斯                         | 2016年4月28日  | 4X7222    | 16.13                 |
| 潘妮在工作中贏得了一次品酒之旅，除了薛爾登和懷孕的伯納黛特之外，其他人都與她一起參加。雷傑仍在與艾蜜莉和克萊爾約會，他決定帶上克萊爾，並要求朋友們不要提及他們的關係狀態。他們遇到了潘妮以前的男友扎克，他提出里安納和霍華德的陀螺儀系統的潛在軍事應用。這讓二人擔心，但霍華德認為他仍然需要錢來養孩子，所以他們繼續研究。扎克還與克萊爾調情，並質疑雷傑為何不對她忠誠。克萊爾誘騙雷傑承認他也在和別人約會。在和路威茲家裡，薛爾登對火車和不同類型的吐司的熱愛讓伯納黛特感到厭煩，但她很喜歡薛爾登為她特製的《魔域奇遇》，在其中她的角色沒有懷孕，可以享受酒精、壽司和熱水浴缸。伯納黛特感謝在懷孕期間薛爾登陪她度過了愉快的假期。 標題出處: 由於品酒之旅，大夥們分成兩邊各自活動。 |             |                                                 |               | |                |           |                       |
| 206 | 23          | 換隊的解決方案 The Line Substitution Solution   | 安東尼·里奇   | 故事：史提夫·霍蘭德、薩拉丁·K·帕特森、塔拉·埃爾南德斯 劇本：史蒂文·莫拉羅、艾力·卡普蘭、瑪麗亞·法拉利                        | 2016年5月5日   | 4X7223    | 15.22                 |
| 為了避開母親貝弗利並與男孩們參加《復仇者聯盟2：奧創紀元》的特別放映和問答環節，里安納讓潘妮到機場接她。潘妮試圖與貝弗利建立聯繫，但只遭到貝弗利帶有優越感地替她進行精神分析。貝弗利提議採訪艾米和伯納黛特與她們的伴侶，以出版一本關於高成就情侶的新書，但當伯納黛特建議她也採訪潘妮時，貝弗利拒絕了她，潘妮終於爆發並表達了她對被侮辱的感受。貝弗利說她也受到了侮辱，因為她沒有被邀請參加兒子的婚禮，甚至還沒有被告知此事。潘妮建議為貝弗利舉行一個新的結婚儀式，她們終於建立了聯繫。與此同時，薛爾登聘請斯圖爾特代替自己與艾米一起購物，這樣他就可以在問答活動中排隊。艾米很生氣，付錢讓斯圖爾特對薛爾登大喊大叫，並拒絕了斯圖爾特送來的薛爾登的鮮花和道歉。斯圖爾特代替薛爾登排隊，這樣他就可以親自向艾米道歉。薛爾登的經歷最終被毀了，因為只有他對一個男人插队而不滿。 標題出處: 薛爾登聘請斯圖爾特在他向艾米道歉的同時保留他的位置。 |             |                                                 |               | |                |           |                       |
| 207 | 24          | 會合的聚會 The Convergence Convergence          | 馬克·森卓斯基 | 故事：史蒂文·莫拉羅、塔拉·埃爾南德斯、亞當·法伯曼 劇本：查克·洛爾、史提夫·霍蘭德、傑里米·豪                                  | 2016年5月12日  | 4X7224    | 16.73                 |
| 當里安納和潘妮宣布他們的第二次婚禮時，里安納離婚的父母貝弗利和阿爾弗雷德之間發生了衝突。薛爾登也邀請了他的母親瑪麗到來。貝弗利和瑪麗仍然疏遠，而貝弗利和阿爾弗雷德則仍在爭吵。荷夫斯特前夫妻在晚餐時互相狙擊，瑪麗和阿爾弗雷德因不喜歡貝弗利而聯繫起來並提早離開，因為他們住在同一家酒店。薛爾登和里安納很擔心，因為那天晚上父母都不接電話，但潘妮卻對他們的父母越來越親近感到好笑。當霍華德收到美国空军關於他的陀螺儀專利的電子郵件時，由於媒體對他們的負面描述，他擔心政府會追捕他。伯納黛特試圖讓霍華德相信他是偏執狂，但當他看到一輛汽車尾隨他們去吃晚餐時，他的恐懼增加了，他沒有意識到那是里安納和潘妮。霍華德試圖逃避他們導致他魯莽駕駛，最後他被一名警察攔下進行清醒測試。 標題出處: 里安納和潘妮的第二次婚禮前，所有人都聚在一起吃晚飯。 |             |                                                 |               | |                |           |                       |